# الاعتراضات السياسية على الدين البهائي
اتهم معارضو الديانة البهائية أتباع هذه الديانة بارتكاب أعمال مختلفة من الأذى السياسي، مثل وجود "ولاء مزدوج" مفترض والعمل سراً في خدمة قوى أجنبية معادية لمصالح دولتهم الأصلية. وقد تم استخدام هذه الاتهامات، إلى جانب اتهامات أخرى ذات منحى لاهوتي أكثر، لتبرير اضطهاد أتباع الديانة البهائية والدين نفسه.
دعماً للاضطهاد الذي تقوده الحكومة ورجال الدين للبهائيين، زعم مسؤولون حكوميون إيرانيون وآخرون أن البهائيين كانت لهم علاقات سرية مع قوى أجنبية مثل الروس والبريطانيين والأمريكيين والإسرائيليين، فضلاً عن كونهم مسؤولين عن الصهيونية وسياسات الشاه الأخير لإيران، محمد رضا بهلوي.
وقد تم التشكيك في هذه الاتهامات الموجهة للبهائيين، ووصفها المؤرخون بأنها مبنية على تفسيرات خاطئة ومبالغ فيها للسجلات التاريخية. دعا بهاء الله، مؤسس الديانة البهائية، البهائيين إلى أن يكونوا مخلصين لحكومتهم، وألا يتدخلوا في السياسة، وأن يطيعوا قوانين البلد الذي يقيمون فيه.

## السياق التاريخي
نشأت الديانة البهائية وسابقتها الديانة البابية في الإمبراطورية الفارسية في القرن التاسع عشر، مما أثار معارضة كبيرة، في البداية على أسس لاهوتية وعقائدية بحتة؛ فقد اعتبرها العديد من الإيرانيين تهديدًا للسلطة والقوة القائمة في بلاد فارس.
في عام 1852، وبعد عامين من إعدام الباب، قام عنصر هامشي في المجتمع البابي بمحاولة اغتيال فاشلة ضد شاه إيران، ناصر الدين شاه، انتقامًا لقراره بإصدار أمر إعدام الباب.  في حين أدان بهاء الله بشدة عملية الاغتيال، وتخلى عن موقف الحركة المناهض للقاجاري في وقت مبكر، حاول البابيون المتطرفون مرة أخرى في 15 أغسطس 1852 اغتيال الشاه، وكانت هذه المحاولة الثانية غير ناجحة أيضًا. وعلى الرغم من ادعاء القتلة أنهم كانوا يعملون بمفردهم، وأن بهاء الله لم يشارك في التخطيط لمحاولة الاغتيال، فقد أُدين المجتمع البابي بأكمله بالمؤامرة، وتبع ذلك مذبحة راح ضحيتها عدة آلاف من البابيين. منذ تلك النقطة فصاعدًا، كان ناصر يحمل شكوكًا عميقة الجذور تجاه البابيين والبهائيين، واعتبرهم محرضين سياسيين يشبهون الفوضويين في أوروبا.
قام شاه إيران وسلطان الإمبراطورية العثمانية عبد العزيز الأول بنفي بهاء الله من بلاد فارس إلى بغداد، ثم القسطنطينية، وفي النهاية إلى قلعة عكا حيث قضى عقوبة بالسجن مدى الحياة.
بحلول نهاية القرن التاسع عشر، كان هناك خلاف متزايد داخل دولة القاجار، وفي محاولة لجذب انتباه الرأي العام بعيدًا عن الحكومة وبدلًا من ذلك نحو شرور "الطائفة الخبيثة"، زادت اتهامات التخريب والتآمر ضد البابيين والبهائيين. في أوائل القرن العشرين، كان يُنظر إلى البهائيين على أنهم غير ملتزمين في مجتمع يتطلع إلى التعزية في المثل الموحدة ويخشى فقدان ثقافته الشيعية الفريدة بسبب النفوذ المتزايد من خارج حدود بلاد فارس. خلال أربعينيات القرن العشرين، بدأت الحكومة الإيرانية والجماعات الدينية الإسلامية في تبني الاعتقاد بأن الدين قد تم تصنيعه عمدًا من قبل القوى الغربية لتدمير "وحدة الأمة الإسلامية"، وأن أولئك الذين لم يشاركوا معتقدات الأغلبية المسلمة كانوا عملاء لقوى أجنبية.
بحلول ستينيات القرن العشرين، بدأ معارضو الديانة البهائية في توجيه اتهامات متزايدة للبهائيين بالتجسس، إلى جانب أشكال أخرى من الارتباط بالقوى الأجنبية، بدلاً من مجرد وصف البهائيين بالزنادقة. ساعدت هذه الاتهامات الجديدة في تحديد "الآخر" الجديد وأكدت على الذات الشيعية المهددة. ولم يعد هذا الموقف الجديد تجاه البهائيين مقتصراً على رجال الدين، بل انتشر أيضاً بين الطبقة المتوسطة العلمانية الإيرانية. في سبعينيات القرن العشرين، ظهرت اتهامات بأن البهائيين كانوا كثيرين في نظام الشاه، فضلاً عن وجود تصور بأن البهائيين كانوا أفضل حالاً بشكل عام من بقية السكان. يشير المؤرخ إتش إي شهابي إلى أنه في حين أن تعاليم الدين البهائي تخفف من احتمالية الارتباط التفضيلي للبهائيين بإيران، فإن البهائيين ينظرون إلى إيران على أنها "مهد القضية" التي تدين لها بدرجة من المودة من قبل البهائيين في جميع أنحاء العالم.
منذ تأسيس دولة إسرائيل عام 1948، كانت هناك أيضًا عدة اتهامات للبهائيين بالارتباط بالأنشطة الصهيونية، وذلك إلى حد كبير على أساس أن المركز البهائي العالمي يقع ضمن الحدود الحديثة لإسرائيل، على الرغم من أن المركز تأسس قبل عام 1948، ولم يتم إنشاؤه بدعوة من الحكومة الإسرائيلية. يعود تاريخ المركز البهائي العالمي إلى المنطقة التي كانت في ذلك الوقت جزءًا من سوريا العثمانية. يعود تاريخ هذا إلى خمسينيات وستينيات القرن التاسع عشر وعمليات النفي القسري المتكررة لزعماء البهائيين.

### منذ الثورة الإيرانية
بعد الإطاحة بالشاه أثناء الثورة الإيرانية، استهدف النظام الإسلامي الجديد البهائيين في إيران، حيث كانوا يكنون لهم عداءً عميقًا حيث اعتبروهم كفارًا. مع تزايد المعتقدات القومية في إيران، كان يُنظر إلى البهائيين على أنهم غير وطنيين ومرتبطين بعناصر أجنبية. خلال هذا الوقت اتُهم البهائيون بأنهم معادون للإسلام، وعملاء للصهيونية، ومؤيدون لنظام الشاه، ومتعاونون مع حكومات القوى الأجنبية. وقد تناولت الجمعية الروحية الوطنية للبهائيين في إيران، بشكل خاص وعلني، الاتهامات الموجهة إليهم نقطة بنقطة، لكنها لم تتلق أي رد على دحضها.
في يناير 1980، ومع انتخاب الرئيس بني صدر واستمرار المشاعر المعادية للبهائية، وصفت الحكومة رسميًا الدين البهائي بأنه حركة سياسية ضد الثورة الإيرانية والإسلام. قبل الثورة، ادعى بني صدر أن الرسالة العالمية للدين البهائي كانت مرتبطة بالقوى الغربية. في فبراير 1980، صرح السفير الإيراني لدى الأمم المتحدة بأن البهائيين هم عملاء لجهاز السافاك وكرر اتهامات رجل الدين؛ ولم يتراجع عن تصريحاته السابقة إلا في وقت لاحق عندما انفصل عن النظام في عام 1982.
ولكن بحلول عام 1981، لم تعد المحاكم الثورية تستخدم مصطلحات سياسية في إعدام البهائيين، واستشهدت بدلاً من ذلك بأسباب دينية فقط. كما تم توزيع وثائق على البهائيين مفادها أنه إذا اعتنقوا الإسلام علنًا، فسوف يتم إعادة وظائفهم ومعاشاتهم التقاعدية وممتلكاتهم إليهم. وقد تم عرض هذه الوثائق على الأمم المتحدة كدليل على أن الحكومة الإيرانية تستخدم الاتهامات السياسية كواجهة للسبب الديني الحقيقي لاضطهاد البهائيين.
في عام 1983، صرح المدعي العام الإيراني مرة أخرى أن البهائيين لم يتعرضوا للاضطهاد بسبب معتقداتهم الدينية، بل كانوا جواسيس، وأنهم كانوا يقومون بتحويل الأموال خارج البلاد. وقد تناول المجلس الروحي الوطني للبهائيين في إيران، مرة أخرى، القضايا التي أثارها المدعي العام نقطة بنقطة، وتم إرسال الرسالة إلى مختلف الوكالات الحكومية. أقرت الرسالة بإرسال أموال إلى الخارج كمساهمات بهائية للأضرحة والأماكن المقدسة، لكنها أنكرت جميع النقاط الأخرى، وطلبت إثبات التهم. ولم يتم الحصول على أي رد من الحكومة على هذه الرسالة. واصل رجال الدين اضطهاد البهائيين واتهموهم بارتكاب "جرائم ضد الله" والصهيونية.
في عام 1983، وفي تقرير إلى لجنة حقوق الإنسان التابعة للأمم المتحدة، نُشرت وجهة النظر الرسمية للجمهورية الإسلامية في وثيقة من عشرين صفحة؛ وذكرت الوثيقة أن القوى الغربية شجعت تأسيس الدين البهائي؛ وأنه لم يكن في الواقع دينًا، بل كيانًا سياسيًا أنشأته قوى أجنبية، وأن هناك صلة بين الدين البهائي والصهيونية والسافاك. صرح خبير اللجنة الفرعية لحقوق الإنسان التابعة للأمم المتحدة، السيد إيدي، بأن المنشور الذي أصدرته الحكومة الإيرانية "يُذكرنا بالمنشورات التي نُشرت في أوروبا في عشرينيات وثلاثينيات القرن الماضي، والتي ساهمت في تعريض حياة مئات الآلاف من الناس للخطر. وينبغي للجنة الفرعية أن تتوخى الحذر من تكرار مثل هذه الحملات".
ولم تقبل الأمم المتحدة بيان الحكومة الإيرانية، حيث لم تتلق المنظمة الدولية أي دليل من الحكومة الإيرانية بشأن ادعاءاتها. وذكر ممثل ألمانيا أن "الوثائق المتعلقة بالبهائيين أظهرت أن هؤلاء تعرضوا للاضطهاد ليس بسبب جرائم جنائية، ولكن بسبب معتقداتهم الدينية فقط". ورفض المندوب الإيراني نص قرار اللجنة، واستمر اضطهاد البهائيين.
في عام 1991، قدمت الحكومة الإيرانية مرة أخرى بيانًا للأمم المتحدة جاء فيه أنه بما أن المركز الإداري للديانة البهائية يقع في إسرائيل، فإنه يخضع لسيطرة مباشرة من قبل "القوات الصهيونية"، على الرغم من أن المركز البهائي العالمي له أصوله التاريخية في المنطقة التي كانت تُعرف سابقًا بسوريا العثمانية. وفي أواخر تسعينيات القرن العشرين، أثناء رئاسة محمد خاتمي، لم تنتهِ عمليات الشتائم والاتهامات الفاضحة، ومع انتخاب الرئيس محمود أحمدي نجاد في عام 2005، زادت وتيرة وشدة هذه الاتهامات.

## العلاقات الروسية والبريطانية
خلال القرن التاسع عشر، كانت شبه القارة الهندية جزءًا من الممتلكات البريطانية في الخارج؛ وفي الوقت نفسه، كانت روسيا تعمل على توسيع نفوذها جنوبًا وشرقًا في القوقاز وآسيا الوسطى باتجاه الهند، وبدأت المنافسة بين بريطانيا وروسيا حول نفوذ كل منهما في آسيا الوسطى. كانت المنطقة الوسطى من الأرض التي تقع بين الهند والممتلكات الروسية تشمل بلاد فارس، وكانت منطقة ذات أهمية كبيرة، حيث عملت كل من روسيا وبريطانيا على اكتساب النفوذ.
إن دعم الحكومة البريطانية خلال الثورة الدستورية الفارسية، والاتفاقية الأنجلو روسية التي حددت بوضوح حدود النفوذ الروسي والبريطاني في آسيا الوسطى (وبالتالي إنهاء اللعبة الكبرى)، واحتلال الأراضي الإيرانية خلال الحربين العالميتين الأولى والثانية من قبل القوات الروسية والعثمانية والبريطانية، كل ذلك شجع على تطور العداء في إيران تجاه هذه القوى الأجنبية. ربط رجال الدين المسلمون وغيرهم من الجماعات المناهضة للبهائية بين الدين البهائي، وسابقته الحركة البابية، وحكومتي بريطانيا وروسيا لإسقاط المشاعر تجاه هاتين المجموعتين على البهائيين.

### العلاقات الروسية
في كتاب "مرور الله"، يشير شوقي أفندي إلى الحماية التي قدمها السفير الروسي لبهاء الله في مناسبات مختلفة، أولاً بعد محاولة اغتيال ناصر الدين شاه قاجار ومرة أخرى بعد قرار نفي بهاء الله من إيران، معربًا عن "رغبته في وضع بهاء الله تحت حماية حكومته، وعرض تقديم كل التسهيلات لنقله إلى روسيا". في سورة الهيكل، أدرج حضرة بهاء الله لوح ملك روسيا، مشيدًا بالقيصر ألكسندر الثاني ملك روسيا بهذه العبارات: "عندما كان هذا المظلوم يعاني بشدة في السجن، بذل وزير الحكومة الموقرة (لروسيا)، أيده الله جل وعلا، قصارى جهده لتحقيق خلاصي. وقد مُنح الإذن بإطلاق سراحي عدة مرات. ومع ذلك، منع بعض علماء المدينة ذلك. وأخيرًا، نلت حريتي من خلال عناية وسعي سعادة الوزير.... لقد مدّ لي جلالته الإمبراطور الأعظم، أيده الله جل وعلا، حمايته من أجل الله، وهي حماية أثارت حسد وعداء حمقى الأرض". عندما سافر بهاء الله وعائلته من إيران إلى بغداد بعد نفيه في عام 1853، كان برفقتهم ممثل عن البعثة الروسية.
يستند معارضو الإيمان في الكثير من تضخيمهم وتضخيمهم لهذه "الروابط" إلى وثيقة يُزعم أنها "مذكرات" دولغوروكوف (المعروف أيضًا باسم دولغوروكي)، الذي كان السفير الروسي في بلاد فارس من عام 1846 إلى عام 1854. تذكر المذكرات أن دولغوروكوف أنشأ الديانتين البابية والبهائية بهدف إضعاف إيران والإسلام الشيعي. نُشرت الوثيقة لأول مرة باللغة الفارسية في مدينة مشهد عام 1943، ثم نُشرت مرة أخرى بعد ذلك بوقت قصير في طهران مع تصحيح بعض الأخطاء الصارخة. ومع ذلك، لا يزال الكتاب يحتوي على العديد من الأخطاء التاريخية التي لا يمكن تصورها بأنه أصلي.
تذكر المذكرات أن دولغوروكوف كان يحضر اجتماعات الحكيم أحمد الجيلاني، حيث كان يلتقي بحضرة بهاء الله. ومع ذلك، توفي جيلاني في عام 1835، قبل ثلاث سنوات من وصول دولغوروكوف إلى بلاد فارس. هناك العديد من الأخطاء الأخرى المتعلقة بالتواريخ وأوقات الأحداث التي يصفها المذكرات؛ تصف المذكرات الأحداث بعد وفاة الشخصيات، أو عندما كان الأشخاص المعنيون أطفالًا صغارًا، أو عندما كانوا في أجزاء مختلفة من العالم.
لم يكن دولغوروكوف على علم بالحركة البابوية إلا في عام 1847، بعد ثلاث سنوات من بدايتها، وتُظهر برقياته أنه كان خائفًا في البداية من انتشار الحركة إلى القوقاز، وطلب نقل الباب بعيدًا عن الحدود الروسية. في عام 1852، بعد محاولة اغتيال فاشلة ضد الشاه والتي تم إلقاء اللوم فيها على المجتمع البابي بأكمله، تم القبض على العديد من البابيين، بما في ذلك بهاء الله، الذين لم يكن لهم أي دور في المحاولة وأدانوها بشدة في وقت لاحق، في حملة مداهمات. عندما سجن بهاء الله على يد الشاه، ذهبت عائلته إلى ميرزا ماجد آهى الذي كان متزوجًا من إحدى شقيقات بهاء الله، وكان يعمل سكرتيرًا للبعثة الروسية في طهران. طلبت أسرة حضرة بهاءالله من ميرزا ماجد أن يذهب إلى دولغوروكوف ويطلب منه التوسط نيابة عن حضرة بهاءالله، فوافق دولغوروكوف.
ومع ذلك، فإن المذكرات تمتد إلى جميع جوانب حياة بهاءالله. في إحدى طبعات المذكرات، قيل أن دولغوروكوف قدم المال لبهاء الله لبناء منزل في عكا، لكن دولغوروكوف توفي في عام 1867، قبل وصول بهاء الله إلى عكا. وهكذا فإن الإصدارات الأحدث من المذكرات تنص على أن دولغوروكوف أرسل أموالاً لبناء منزل في أدرنة. وبما أن دولغوروكوف ترك الخدمة الدبلوماسية الروسية في عام 1854 وتوفي في عام 1867، فإنه لم يتمكن من التفاعل مع بهاء الله بالطريقة التي وردت في المذكرات.
أنتجت المصادر السوفيتية الشيوعية منشورات جدلية في عام 1930، ومقالة موسوعية في عام 1933، والأخطر من ذلك في عام 1938 "اتهامات وحشية" تتهم البهائيين بأنهم "مرتبطون ارتباطًا وثيقًا بزعماء العصابات التروتسكية، البخارية والطاشناقية، المساواتية ". وفي أعقاب هذه الاعتقالات العديدة والقمع للدين، تم إرسال البهائيين في جميع أنحاء الاتحاد السوفييتي إلى السجون والمعسكرات أو إرسالهم إلى الخارج. توقفت المجتمعات البهائية عن الوجود في 38 مدينة في جميع أنحاء الأراضي السوفيتية.

### العلاقات البريطانية

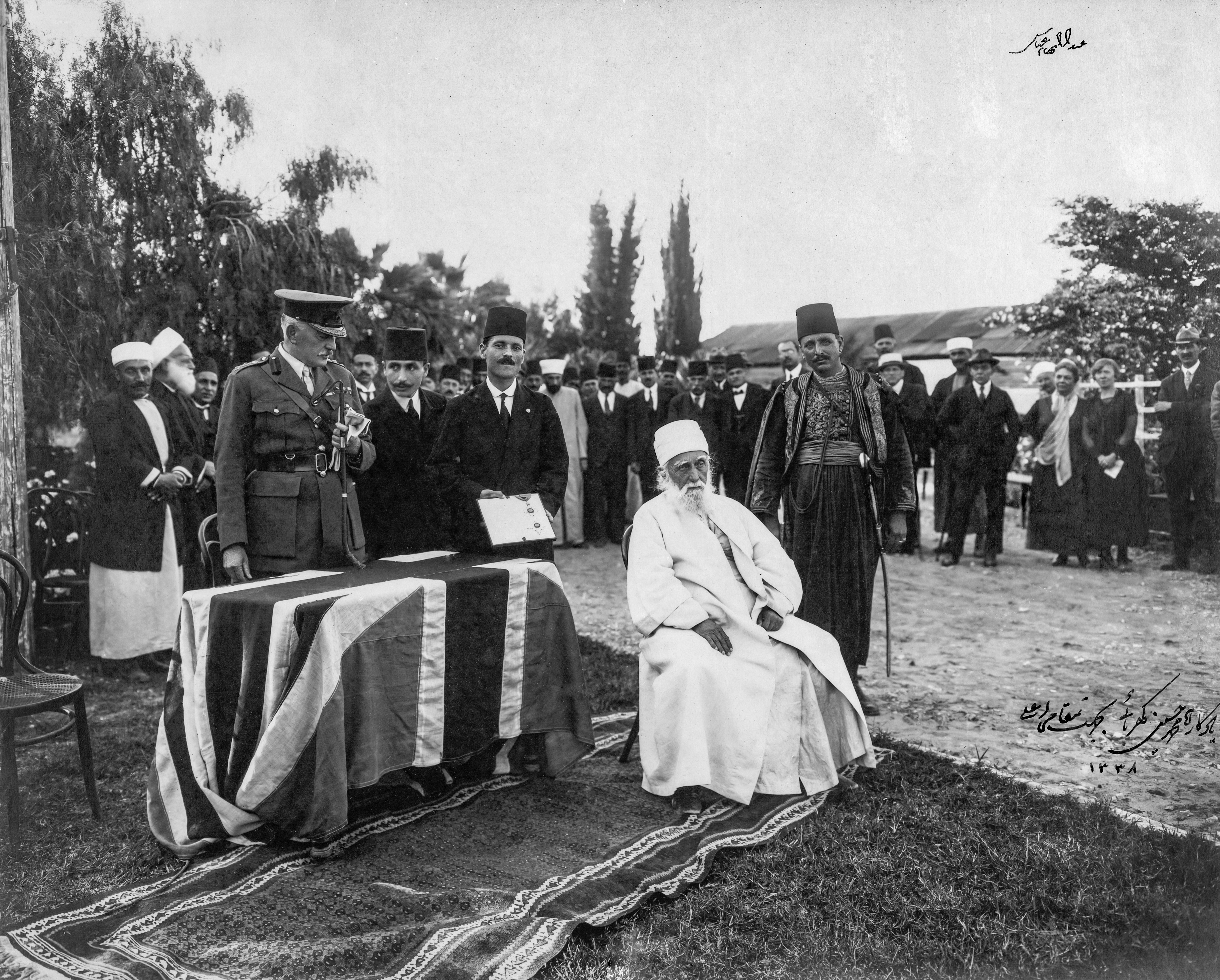
تم تكريم عبد البهاء من قبل الجيش البريطاني في عام 1920.

كانت هناك أيضًا ادعاءات بأن الحركة البابية بدأها البريطانيون، وأن الديانة البهائية تحافظ على علاقات مع الحكومة البريطانية؛ ولم يتم دعم الارتباط المزعوم بالبريطانيين إلا بأدلة كاذبة. ذكر فيرايدون آدميات، في سيرة أمير كبير، أول رئيس وزراء لناصر الدين شاه، أن الملا حسين، أول تلميذ للباب، كان في الواقع عميلاً بريطانيًا تم تجنيده من قبل آرثر كونولي، ضابط الاستخبارات البريطاني والمستكشف والكاتب. يذكر آدمية أن أدلة مثل هذا الاتهام تظهر في كتاب كونولي "رحلة إلى شمال الهند براً من إنجلترا عبر روسيا وبلاد فارس وأفغانستان"، ولكن لا يظهر في الكتاب أي ذكر للملا حسين أو الباب. في الطبعات اللاحقة لسيرة أمير كبير التي كتبها آدمييت، تم إزالة هذا الافتراء.
وقد نشأت اتهامات بالارتباط المزعوم بالبريطانيين أيضًا بعد منح عبد البهاء، الذي كان آنذاك رئيسًا للديانة البهائية، لقب فارس من قبل السلطات البريطانية في فلسطين الانتدابية في عام 1920. وفقًا لهاري تشارلز لوك، وهو مسؤول في المكتب الاستعماري شغل منصب مساعد حاكم القدس، تم تعيين عبد البهاء "في 4 ديسمبر 1919، من قبل الملك جورج الخامس KBE لخدمات قيمة قدمها للحكومة البريطانية في الأيام الأولى للاحتلال." وفقًا لرسالة دكتوراه نُشرت مؤخرًا، حصل عبد البهاء على هذه الجائزة فقط تقديرًا لـ "عمله الإنساني في فلسطين" أثناء الحرب، وخاصة توزيعه للحبوب من إمداداته الشخصية، مما تجنب المجاعة في شمال فلسطين.  تم تكريمه بلقب فارس في 27 أبريل 1920، وهو الحدث الذي تم الإبلاغ عنه بشكل بارز في صحيفة نجم الغرب باعتباره "احتفالًا رائعًا للغاية".

## الاتصالات السياسية في الدولة العثمانية
خلال هذه الفترة، تواصل عبد البهاء مع عدد من الفاعلين المختلفين الذين كانوا مدنيين، وبرلمانيين من الشباب الأتراك، ومعارضين لحكم السلطان عبد الحميد الثاني، بما في ذلك نامق كمال، وضياء باشا، ومدحت باشا، في محاولة لنشر الفكر البهائي في أيديولوجيتهم السياسية.
كان لعبد البهاء أيضًا اتصالات بقادة عسكريين، منهم بورسالي محمد طاهر بك وحسن بدر الدين. هذا الأخير، الذي شارك في الإطاحة بالسلطان عبد العزيز، يُعرف عمومًا باسم بدري باشا، ويُشار إليه في المصادر البهائية الفارسية باسم بدري بك (بدري بك). كان بهائيًا ترجم أعمال عبد البهاء إلى الفرنسية.
كما التقى عبد البهاء بمحمد عبده، أحد الشخصيات الرئيسية في الحداثة الإسلامية والحركة السلفية، في بيروت، في وقت كان الرجلان يعارضان فيه علماء الدولة العثمانية ويشتركان في أهداف مماثلة للإصلاح الديني. ويؤكد رشيد رضا أنه خلال زياراته إلى بيروت، كان عبد البهاء يحضر جلسات دراسة عبده. وفيما يتعلق باجتماعات عبد البهاء ومحمد عبده، يؤكد شوقي أفندي أن "المقابلات العديدة التي أجراها مع الشيخ محمد عبده المعروف ساهمت بشكل كبير في تعزيز المكانة المتزايدة للمجتمع ونشر شهرة أبرز أعضائه في الخارج".
وبسبب مخاوف حميد الثاني من أنشطة عبد البهاء، أجرت لجنة تحقيق مقابلة معه في عام 1905، وكانت النتيجة أنه كاد أن يُنفى إلى فزان. ردًا على ذلك، كتب عبد البهاء إلى السلطان رسالة يحتج فيها على امتناع أتباعه عن الانخراط في السياسة الحزبية وأن طريقته أرشدت العديد من الأميركيين إلى الإسلام. بعد ثورة تركيا الفتاة، تم إطلاق سراح عبد البهاء من سجنه، وسمح له بالسفر بعيدًا عن فلسطين. أعرب بحرية عن عدم موافقته على السلطان عبد الحميد الثاني وسياساته. واصل عبد البهاء الثناء على لجنة الاتحاد والترقي، وخلال جولته في أمريكا الشمالية في عام 1912، أقامت السفارة العثمانية في واشنطن العاصمة حفل عشاء على شرفه.

## العلاقات البهائية المزعومة مع الصهيونية
كما اتُهم البهائيون بالارتباط بالصهيونية، وهي الحركة التي دعمت إنشاء وطن يهودي في الأراضي التي عُرفت باسم أرض إسرائيل التاريخية (والتي تتوافق تقريبًا مع كنعان، الأرض المقدسة، أو منطقة فلسطين). يتم تقديم هذا الادعاء عادةً من خلال الإشارة إلى أن أقدس الأضرحة للبهائيين تقع في إسرائيل الحالية. ومع ذلك، فقد نُفي بهاء الله من بلاد فارس على يد ناصر الدين شاه، وفي ذلك الوقت ذهب بهاء الله إلى بغداد في الإمبراطورية العثمانية. وفي وقت لاحق، نفاه سلطان الإمبراطورية العثمانية، بناء على أمر الشاه الفارسي، إلى أراضٍ أبعد عن إيران وأخيرًا إلى عكا في سوريا، والتي لم يتم دمجها في دولة إسرائيل إلا بعد قرن من الزمان.
توفي بهاءالله سنة 1892م قرب عكا، ومكان دفنه في البهجة. وبعد وفاته، تولى ابنه وخليفته المعين، عبد البهاء، قيادة الدين حتى وفاته في عام 1921. دفن في حيفا، التي أصبحت جزءًا من فلسطين الانتدابية البريطانية خلال أحداث الحرب العالمية الأولى. هناك شخصية مهمة أخرى للبهائيين، وهو الباب، الذي نقل البهائيون رفاته سراً إلى فلسطين في عام 1909، وهو مدفون أيضاً في حيفا. ولم يتم تأسيس دولة إسرائيل إلا في عام 1948، أي بعد مرور ما يقرب من 60 عاماً على وفاة بهاء الله، و40 عاماً على نقل رفات الباب إلى المنطقة، و27 عاماً على وفاة عبد البهاء.

في 23 فبراير/شباط 1914، عشية الحرب العالمية الأولى، توقف البارون إدموند جيمس دي روتشيلد، أحد أفراد عائلة روتشيلد المصرفية، في حيفا لبضع ساعات خلال إحدى رحلاته المبكرة إلى فلسطين. وكان روتشيلد من المحسنين إلى آلاف اليهود الذين استقروا في فلسطين آنذاك، وكان من أبرز المؤيدين والممولين للحركة الصهيونية. وفي ذلك المساء، عقد اجتماع عام في منزل عبد البهاء. ويقال إن عبد البهاء علق على وصول روتشيلد إلى حيفا في التجمع ذلك المساء، على الرغم من أنه لا يبدو أن الاثنين تفاعلا على الإطلاق في ذلك اليوم. قال عبد البهاء:
اليوم، وصل البارون روتشيلد إلى حيفا. إنه من أغنى رجال أوروبا. يهتم كثيرًا بالاستعمار اليهودي لفلسطين، ويكرّس جلّ وقته واهتمامه لهذه القضية. والآن، سافر إلى طبريا. إنه مشغول طوال الوقت. لم يستطع البقاء أكثر من ساعة واحدة.
ثم علق على الطبيعة الشرهة للسعي وراء الثروة، قائلاً: "[الثروة] تُذهل ضحاياها الساحرات بمظاهرها المبهرة، وتجذبهم إلى حافة الهاوية السحيقة. إنها تجعل الإنسان أنانيًا، منشغلًا بذاته، ناسيًا الله والأشياء المقدسة."
وبعد الانتداب البريطاني على فلسطين في أعقاب الحرب العالمية الأولى، أشار عبد البهاء إلى ما يلي:
إذا اختلط الصهاينة مع الأعراق الأخرى وعاشوا في وحدة معها، فسينجحون. وإن لم ينجحوا، فسيواجهون مقاومة أكيدة. في الوقت الحالي، أعتقد أن حكومة محايدة كالإدارة البريطانية ستكون الأفضل. قد تأتي حكومة يهودية لاحقًا.
هناك الكثير من الحديث اليوم عما سيفعله الصهاينة هنا. لا داعي لذلك. فليأتوا ويفعلوا أكثر ويقل كلامهم. يجب على الصهاينة أن يوضحوا أن مبدأهم هو الارتقاء بجميع الناس هنا وتنمية البلاد لجميع سكانها. يجب تنمية هذه الأرض، وفقًا لوعد الأنبياء إشعياء وإرميا وزكريا. إذا جاؤوا بهذه الروح فلن يفشلوا.
يجب ألا يعملوا على فصل اليهود عن سائر الفلسطينيين. يجب أن تكون المدارس مفتوحة لجميع الجنسيات هنا، والشركات التجارية، وما إلى ذلك. لقد سقط الأتراك لأنهم حاولوا السيطرة على الأعراق الأجنبية. البريطانيون دائمًا في السلطة لأنهم يحافظون على العدل ويعززون الوئام.
هذا هو الطريق إلى السلام العالمي هنا وفي كل مكان - الوحدة. يجب علينا منع الصراعات بكل الوسائل.
وقد قام البهائيون من وقت لآخر بالتفاوض مع حكومة إسرائيل بشأن أمور مثل الاستحواذ على العقارات التي تشكل حاليًا مباني المركز البهائي العالمي. على سبيل المثال، أعلنت برقية أرسلها شوقي أفندي في 12 نوفمبر/تشرين الثاني 1952 عن "الاستحواذ على الممتلكات الضرورية للغاية" لقصر البهجة والمنطقة المحيطة به من " سلطة التنمية في دولة إسرائيل... وقد أصبح تبادل هذه الممتلكات، بما في ذلك الأراضي والمنازل، ممكناً بفضل الهروب السريع للمالكين العرب السابقين ".

وعلى نحو مماثل، نقلت الحكومة الإسرائيلية الناشئة قصر المزرعة من وقف إسلامي إلى إدارة بهائية في عام 1951.
المسرح وقف ديني إسلامي، وبالتالي، يستحيل بيعه بموجب القوانين السارية في هذا البلد. ومع ذلك، وكما يعلم الأحباء، فقد وافقت وزارة الأديان، بفضل التدخل المباشر للوزير نفسه، الحاخام ميمون، رغم معارضة شديدة، على تسليم المسرح للبهائيين كمكان مقدس يزوره الحجاج البهائيون. هذا يعني أننا نستأجره من دائرة شؤون المسلمين والدروز في وزارة الأديان. ويرأس هذه الدائرة أيضًا الحاخام الدكتور هيرشبيرغ. وقد زار مؤخرًا، هو وزوجته ورفاقه، جميع ممتلكات البهائيين في حيفا وعكا، بعد حفل شاي ممتع في دار الحجاج الغربيين مع أعضاء المجلس البهائي العالمي. (أخبار البهائيين، العدد 244، يونيو/حزيران 1951، ص 4)
تم شراء القصر في نهاية المطاف من قبل البهائيين في عام 1973.
منذ الثورة الإيرانية كانت هناك اتهامات بأن البهائيين يدعمون إسرائيل لأنهم يرسلون تبرعات مالية إلى المركز البهائي العالمي الذي يقع في شمال إسرائيل. تُستخدم التبرعات في المركز البهائي العالمي لصيانة الممتلكات البهائية، بالإضافة إلى إدارة المجتمع البهائي العالمي. في رسالة إلى الحكومة الإيرانية عام 1983، ذكرت الجمعية الروحية الوطنية للبهائيين في إيران أنه في حين يتم الثناء على المسلمين لإرسالهم الأموال خارج البلاد إلى العراق والقدس من أجل صيانة مزاراتهم الدينية، فإن إرسال البهائيين للأموال من أجل صيانة مزاراتهم الخاصة يعتبر خطيئة لا تُغتفر.

## البهائيون كعملاء لنظام الشاه وشرطته السرية
يزعم انتقاد آخر أن البهائيين، خلال فترة سلالة بهلوي، تعاونوا مع السافاك، الشرطة السرية الإيرانية، وشغلوا مناصب السلطة في الحكومة. حتى قبل الثورة الإيرانية، كان البهائيون، الذين يُنظر إليهم باعتبارهم "الآخر" في المجتمع الإيراني، مسؤولين من قبل بقية الإيرانيين عن القمع المسيء الذي مارسته السافاك وسياسات الشاه غير الشعبية. بعد الثورة، ربما يعود التأكيد على أن البهائيين كانوا عملاء للشاه جزئيًا إلى أن البهائيين لم يساعدوا الجماعات الثورية، حيث أن أحد مبادئ الإيمان البهائي هو طاعة حكومة البلد.
ومع ذلك، فقد صرحت الجماعة البهائية الدولية بأن الجماعة البهائية في إيران كانت ضحية لنظام الشاه، وأن السافاك كانت إحدى الطرق الرئيسية لاضطهاد البهائيين. على سبيل المثال، أمرت حكومة رضا شاه بإغلاق المدارس البهائية، مثل مدرسة التربية للبنين والبنات في طهران، في عام 1934. وفي شهر رمضان من عام 1955 أيضاً، عندما أرادت حكومة الشاه صرف انتباه عامة الشعب عن قرارها بالانضمام إلى حلف بغداد مع الحكومتين البريطانية والأميركية، سعت إلى الحصول على دعم رجال الدين. آية الله السيد حسين بروجردي، بصفته مرجع التقليد، وهو آية الله العظمى الذي يتمتع بسلطة اتخاذ القرارات القانونية ضمن حدود الشريعة الإسلامية، دفع حكومة الشاه إلى دعم اضطهاد المجتمع البهائي.
كانت هجمات عام 1955 مدمرة بشكل خاص ومنتشرة على نطاق واسع بسبب حملة منظمة من قبل الحكومة ورجال الدين الذين استخدموا محطة الإذاعة الإيرانية الوطنية وصحفها الرسمية لنشر الكراهية مما أدى إلى عنف جماعي واسع النطاق ضد البهائيين. كما احتل جيش الشاه المركز البهائي في طهران، والذي دُمر في أعمال العنف. يذكر متحدة أنه في ظل حكم أسرة بهلوي، كان البهائيون في الواقع "بيادق سياسية" أكثر من كونهم متعاونين، وأن تسامح حكومة رضا شاه مع البهائيين في أوائل القرن العشرين كان بمثابة علامة على الحكم العلماني ومحاولة لإضعاف النفوذ الديني أكثر من كونه إشارة إلى تفضيل البهائيين.
هناك أيضًا أدلة على أن السافاك تعاون مع الجماعات الإسلامية طوال الستينيات والسبعينيات في مضايقة البهائيين. كان للسافاك أيضًا صلات بـ الحجتية، وهي جماعة متطرفة مناهضة للبهائية. يذكر رحناما ونعماني أن الشاه أعطى الحجة حرية كاملة في أنشطتهم تجاه البهائيين. يذكر كيدي أن اتهامات البهائيين بأنهم جزء من السافاك كانت في الأساس ذرائع كاذبة للاضطهاد.
وفيما يتعلق باتهام البهائيين بتقلد العديد من المناصب البارزة في حكومة محمد رضا بهلوي، فلا توجد دراسة تجريبية تسعى إلى تحديد حقيقة مثل هذا الاتهام. وكان هناك عدد من الأفراد الذين كانوا جزءًا من الحكومة وكان لديهم خلفيات بهائية، لكنهم لم يكونوا بهائيين. إحدى المشاكل التي تنشأ هي تعريف البهائي: البهائي هو عضو في جمعية تطوعية تقبل الأشخاص فقط عندما يستوفون مؤهلات دينية معينة، ويمكن للمرء أن يختار أن يصبح بهائيًا أو يظل بهائيًا أو يتوقف عن كونه بهائيًا. ومع ذلك، فإن المسلمين الذين لا يعترفون بإمكانية الردة (ترك الدين) قد لا يفهمون أن الأفراد أحرار في رفض معتقداتهم السابقة، البهائية في هذه الحالة. :110
استخدم البهائيون مصطلح بهاء زادة للإشارة إلى الأشخاص ذوي الخلفية البهائية الذين ليسوا بهائيين أو جزءًا من المجتمع البهائي؛ ولا يوجد معادل إسلامي لهذا المصطلح. ومن بين البهائيين الذين شغلوا مناصب قريبة من الشاه، فإن أشهرهم هو طبيب الشاه الشخصي، عبد الكريم أيادي. في حين تم تعيين أسد الله سانيي، وهو بهائي آخر، وزيراً للدفاع، ألغت الجماعة البهائية في إيران حقوقه الإدارية — لأنه قبل منصباً سياسياً والبهائيون ممنوعون من المشاركة في السياسة الحزبية — إلا أن الجمهور استمر في ربطه بدينه السابق. نشأ برويز ثابتي، أحد مسؤولي السافاك، في عائلة بهائية، لكنه ترك الدين ولم يكن عضوًا في المجتمع بحلول الوقت الذي بدأ فيه العمل مع الوكالة.
أما الأشخاص الآخرون الذين ارتبطوا بالدين البهائي فكانوا إما من خلفيات بهائية أو لم يكونوا مرتبطين بالدين على الإطلاق. على سبيل المثال، كانت هناك شائعات كثيرة مفادها أن رئيس الوزراء أمير عباس هويدا كان بهائياً. على الرغم من أن والد هويدا كان بهائيًا، إلا أنه ترك الدين وهويدا نفسه لم يكن متدينًا. ومن بين الأشخاص الآخرين الذين يشاع أنهم بهائيون: مهناز أفخمي، التي كانت وزيرة شؤون المرأة وابنة أم بهائية، وفاروخرو بارسا، عضو مجلس الوزراء التي لم تكن مرتبطة بالدين على الإطلاق. ويشير الشهابي إلى أن الادعاءات بأن نصف حكومة الشاه كانت من البهائيين هي مزاعم خيالية، ونظراً للاضطهاد الذي عانى منه البهائيون، فهي مبالغات غير مسؤولة.

## علاقات مزعومة بين البهائيين والماسونية
اتهم المنتقدون الإيرانيون للدين البهائي بوجود علاقات بين الدين والماسونية. وبما أن الماسونية نشأت في الغرب، ويُنظر إليها على أنها جمعية سرية، فإن الكثيرين في إيران يربطون هذه الأخوية بإدخال أفكار أجنبية إلى البلاد والتي يرون أنها تقوض القيم الإيرانية. وقد زعم البعض أن العديد من المحافل الماسونية الأولى، مثل فراموش خانيه مالكوم خان، والتي تأسست عام 1858، قبل ظهور الديانة البهائية، كانت مرتبطة بالمحافل الأوروبية. ومع ذلك، فقد تم جلب الماسونية إلى إيران من قبل الإيرانيين الذين التقوا بالأخوة في أجزاء أخرى من العالم.
غالبًا ما تتضمن الاتهامات المحددة التي تربط الدين البهائي بالماسونية تأكيدًا على أن ظبي قربان، الذي كان بهائيًا معروفًا، كان أيضًا ماسونيًا. يستند هذا الادعاء إلى كتاب إيراني ينشر وثائق تتعلق بالماسونية في البلاد؛ حيث ينص هذا الكتاب على أنه في صفحات محددة من كتاب فاضل مازندراني عن الإيمان البهائي توجد تصريحات تفيد بأن ظبي قربان هو ماسوني، ولكن في الواقع لم يتم ذكر الماسونية في صفحات الكتاب البهائي المشار إليه. علاوة على ذلك، يتضمن الكتاب الإيراني الذي يعد مصدر الاتهام مناقشة بين رئيس المحفل الأعظم في إيران، ويشير الرئيس إلى أنه "لم يصبح أي بهائي ماسونيًا وهذا يتكرر من قبل الحاضرين الآخرين دون معارضة أحد".
صرح شوقي أفندي، رئيس الديانة البهائية في النصف الأول من القرن العشرين، أن تعاليم البهائية تحظر صراحة العضوية في الجمعيات السرية، وطلب من جميع البهائيين إزالة عضويتهم من جميع الجمعيات السرية المزعومة، بما في ذلك الماسونيين، حتى يتمكنوا من خدمة تعاليم الديانة البهائية دون المساس باستقلالهم.

## قراءة إضافية
- عدم التدخل السياسي والطاعة للحكومة، مجموعة من رسائل ولي الأمر وبيت العدل الأعظم (جمعها بيتر جيه خان)
- فضح الأساطير: نظريات المؤامرة حول نشأة ورسالة الدين البهائي، تأليف أديب ماسوميان، 2009.
- رسالة من المجلس الروحي الوطني للبهائيين في إيران بشأن حظر الإدارة البهائية، 3 سبتمبر 1983.
- رسالة من المجتمع البهائي الإيراني إلى الرئيس الإيراني محمد خاتمي، نوفمبر 2004
- "مذكرات دولغوروكوف وبروتوكولات حكماء صهيون"، البروفيسور موشيه شارون (انظر النصف الأخير)

## روابط خارجية
- Baha'is.com: نظرية المؤامرة